# استفان پارس
استفان پارس (اسپانیایی: Stephen Parez‎؛ زادهٔ ۱ اوت ۱۹۹۴) بازیکن راگبی ۷ نفره اسپانیایی‌تبار اهل فرانسه است.
وی در مسابقات کشوری و بین‌المللی در مجموع برندهٔ ۱ مدال طلا شده است.